# The Real Housewives of Athens
The Real Housewives of Athens es un reality show griego estrenado en ANT1 el 4 de marzo de 2011, y finalizado el 27 de mayo de 2011. Es la primera entrega internacional de The Real Housewives, aunque no hay relación directa con la franquicia americana. La producción empezó en julio de 2010.

## Elenco
- Ioanna Soulioti, Soulioti es una ex-top model y presentadora de televisión, divorciada con 2 hijos.
- Orthoula Papadakou, Papadakouis es una exjugadora de baloncesto, ex-estrella de reality show, dueña de un negocio y soltera.
- Annita Nathanail, Nathanail es una exmodelo y presentadora de televisión, casada con 2 hijos.
- Christina Papa, Papa es una actriz y divorciada con un hijo.
- Joe Satratzemi Togou, Togou es diseñadora de moda, divorciada dos veces con un hijo.
- Fofi Mastrokosta, Mastrokosta está casada y tiene un hijo.

## Acogida
La serie se estrenó en medio de la crisis financiera en Grecia e hizo frente a las críticas por su tono de vida de lujos en tiempo de dificultades económicas. Escrito después de que la serie fuese cancelada, The New York Times comentó que la serie "apenas duró una temporada, y no dio tiempo a ver porqué. La adaptación griega tuvo un trasfondo depresivo que puede haberse igualado al ánimo nacional, pero no proporciona telespectadores con una cortina de humo. Los griegos adinerados no ostentan sus estilos de vida estos días..."